# Dan Levinson

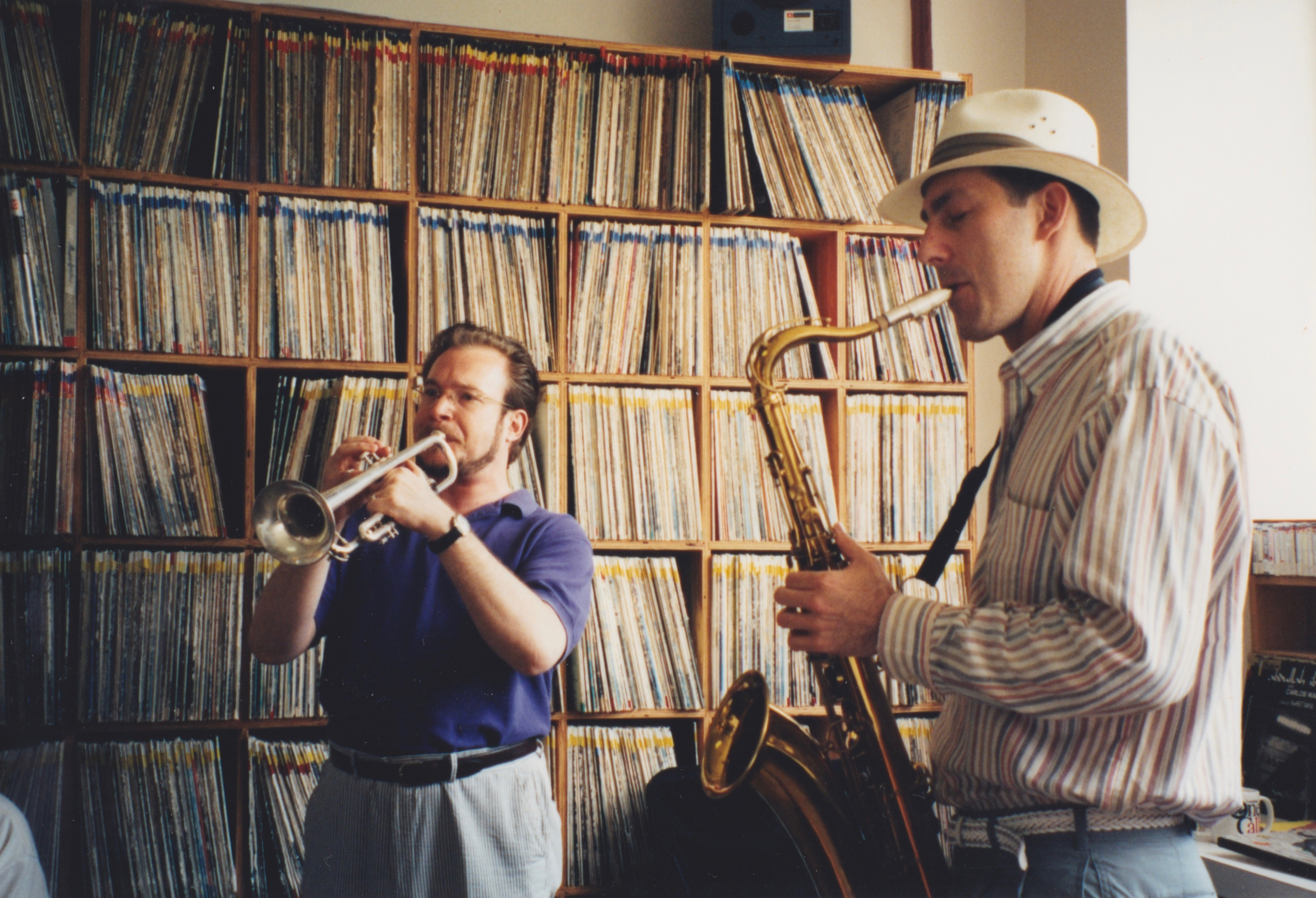
Levinson (rechts) met Jon-Erik Kellso, in 2005

Daniel E. Levinson (Los Angeles, 8 juli 1965) is een Amerikaanse jazz-klarinettist, -saxofonist en -bandleider. 
In 1983 verhuisde Levinson naar New York, waar hij klarinet speelde in het swing-dansorkest van Andrej Hermlin. Met zijn eigen groepen speelt hij vooral muziek in de stijl van vroege jazzbands in New Orleans en New York, uit de jaren twintig. Hij heeft verschillende goed ontvangen cds opgenomen. Levinson heeft gespeeld met onder meer Leon Redbone, Mel Tormé, Wynton Marsalis en Dick Hyman.

## Discografie (selectie)
- Salutes the ODJB, Loup Garous, 1998
- Blue Roses of Far and Near, Stomp Off, 2000
- Where the Morning Glories Grow, Loup Garoup, 2002 ('albumpick' Allmusic.com)
- Steppin' Around', Stomp Off, 2007
- Ghosts of the Saxophone (met Bob Wilber), Stomp Off, 2009